# جان دو شريفر
جان دو شريفر (مواليد 7 مارس 1916) هو ملاكم بلجيكي، مثّل بلاده في الألعاب الأولمبية الصيفية 1936.

## روابط خارجية
جان دو شريفر على موقع أوليمبيديا (الإنجليزية)